# 周旋 (正統乙丑進士)
周旋（1410年—？），字中禮，江西饒州府鄱陽縣人，民籍。明朝政治人物。進士出身。

## 生平
江西鄉試第六十四名。正統十年（1445年）乙丑科會試第一百一十一名，殿試登進士第二甲第三十七名。

## 家族
曾祖父周谷賓。祖父周清皓。父亲周孔義。